# Cérebro global
Cérebro global é uma metáfora para a rede global inteligente, formada por pessoas e pelas tecnologias de informação e comunicação que as conectam em um todo "orgânico". À medida que a Internet se torna mais rápida, mais inteligente, ubíqua e inclusiva, tende a conectar as pessoas em um único sistema de processamento da informação, análogo a um "cérebro", para o planeta Terra.
Embora as ideias subjacentes seja bem mais antigas, a expressão foi introduzida em 1982 por Peter Russell, no seu livro The Global Brain. Em 1986, o artigo "Information routeing groups – Towards the global superbrain: or how to find out what you need to know rather than what you think you need to know" descreveu o modo como a Internet desenvolver-se-ia até chegar a isso.
O primeiro artigo acadêmico sobre o assunto foi publicado por Mayer-Kress e Barczys, em 1995. Segundo os autores, a exência de uma rede global de computadores firmemente conectada como a Internet poderia levar à emergência de uma estrutura globalmente auto-organizada que poderia ser chamada cérebro global. Associada a essa estrutura, haveria a capacidade de mais altos níveis de processamento da informação.
Francis Heylighen, que contribuiu significativamente para o desenvolvimento do conceito, distinguiu três tipos de perspectivas acerca do cérebro global - organicismo, enciclopedismo e emergentismo - as quais se desenvolveram de forma relativamente independente mas agora parecem se juntar em uma única concepção.